# Nausithoe thieli
Nausithoe thieli är en manetart som beskrevs av Jarns 1990. Nausithoe thieli ingår i släktet Nausithoe och familjen Nausithoidae.
Artens utbredningsområde är Röda havet. Inga underarter finns listade i Catalogue of Life.